# Elecciones generales de Suecia de 2026
Las elecciones generales de Suecia de 2026 se realizarán el domingo 13 de septiembre del mismo año en Suecia, dónde se eligierán los 349 miembros del Riksdag, quienes a su vez eligieron al primer ministro. Estos comicios se realizarán de forma simultánea con las elecciones municipales y regionales, como es habitual en Suecia.

## Antecedentes
En las elecciones generales de 2022, el Partido Socialdemócrata (S) obtuvo el mayor número de votos (30,3 %) y 107 escaños, pero no logró formar gobierno. En su lugar, una coalición de partidos de centroderecha y derecha —los Moderados, los Demócratas Cristianos, los Liberales y los Demócratas de Suecia— consiguió una mayoría parlamentaria de 176 escaños frente a los 173 de los partidos opositores. Esto permitió la investidura de Ulf Kristersson, líder de los Moderados, como primer ministro con el apoyo externo del partido Demócratas de Suecia (SD), sin que este último participara directamente en el gabinete.

### Gobierno de Kristersson (2022–2026)
El gobierno formado tras las elecciones de 2022 se basó en el denominado Acuerdo de Tidö, mediante el cual se establecieron las bases de cooperación entre los partidos del bloque de derecha, incluidos los Demócratas de Suecia. Aunque SD no tuvo ministerios, influyo en áreas como inmigración, seguridad y justicia.
Este pacto ha genero tensiones internas, especialmente con los Liberales, quienes reiteraron su oposición a cualquier gobierno en el que SD forme parte del gabinete.

### Clima político
Durante el período legislativo 2022–2026, el panorama político sueco estuvo marcado por una creciente polarización, especialmente en torno a temas como la inmigración, la seguridad pública y el papel del estado del bienestar.
En junio de 2025, el líder de los Demócratas de Suecia, Jimmie Åkesson, emitió una disculpa pública por los vínculos pasados del partido con el nazismo y el antisemitismo, como parte de una estrategia para ampliar su base electoral de cara a los comicios de 2026.
Además, SD ha anuncio que su plataforma electoral incluirá una propuesta para detener completamente la inmigración, argumentando que la medida responde a razones de seguridad nacional, incluso si implica desafiar las normas de asilo de la Unión Europea.
Por otro lado, el Partido Socialdemócrata adepto un enfoque programático más a la izquierda, incluyendo propuestas como la prohibición del lucro en los servicios educativos públicos, la implementación de impuestos progresivos y una inversión estatal en defensa e infraestructura. Estas ideas fueron aprobadas en su congreso partidario de 2025, y fueron impulsadas principalmente por sus sectores juveniles y sindicales.

## Sistema electoral
El Riksdag (Parlamento sueco) está compuesto por 349 parlamentarios, y todos son elegidos por representación proporcional en listas de partidos de múltiples miembros que pueden ser regionales (la mayoría de los partidos principales) o nacionales (Demócratas de Suecia). Cada uno de los 29 distritos electorales tiene un número determinado de parlamentarios que se divide a través de los resultados de los distritos electorales para garantizar la representación regional. Los demás parlamentarios se eligen a través de un equilibrio proporcional, para garantizar que el número de diputados elegidos por los distintos partidos represente con precisión los votos del electorado. La constitución sueca  dice que el Riksdag es responsable de los impuestos y hacer leyes, y que el gobierno es responsable ante el Riksdag. Esto significa que Suecia tiene parlamentarismo en una monarquía constitucional, asegurando que el gobierno sea designado por los representantes del pueblo; el primer ministro es, por lo tanto, elegido indirectamente. Se requiere un mínimo del 4 % del voto nacional para que un partido ingrese al Riksdag, alternativamente el 12 % o más dentro de un distrito electoral.

## Formaciones políticas

### Con representación parlamentaria
A continuación se muestra una lista de los partidos y alianzas electorales. Las candidaturas aparecen enumeradas en orden descendente de escaños obtenidos en las anteriores elecciones. A su vez, los partidos, federaciones, coaliciones y agrupaciones que conforman el gobierno en el momento de las elecciones están sombreados en verde claro, mientras que aquellas candidaturas que apoyasen al gobierno externamente en algún momento  aparecen sombreadas en amarillo claro:
| Formación política | Formación política | Formación política                                 | Ideología               | Posición        | Líder/es                | Líder/es                | Escaños (2022) |
| ------------------ | ------------------ | -------------------------------------------------- | ----------------------- | --------------- | ----------------------- | ----------------------- | -------------- |
|                    | S                  | Partido Socialdemócrata de los Trabajadores Suecos | Socialdemocracia        | Centroizquierda | Eva Magdalena Andersson | Eva Magdalena Andersson | 107/349        |
|                    | SD                 | Demócratas de Suecia                               | Nacionalismo sueco      | Extrema derecha | Per Jimmie Åkesson      | Per Jimmie Åkesson      | 73/349         |
|                    | M                  | Partido de la Coalición Moderada                   | Conservadurismo liberal | Centroderecha   | Ulf Hjalmar Kristersson | Ulf Hjalmar Kristersson | 68/349         |
|                    | V                  | Partido de la Izquierda                            | Socialismo democrático  | Izquierda       | Mehrnoosh Dadgostar     | Mehrnoosh Dadgostar     | 24/349         |
|                    | C                  | Partido del Centro                                 | Agrarismo               | Centro          | Sara Anna-Karin Hatt    | Sara Anna-Karin Hatt    | 24/349         |
|                    | KD                 | Demócratas Cristianos                              | Democracia cristiana    | Centroderecha   | Ebba-Elisabeth Busch    | Ebba-Elisabeth Busch    | 19/349         |
|                    | MP                 | Partido Ambiental los Verdes                       | Política verde          | Centroizquierda | Amanda Lind             | Daniel Helldén          | 18/349         |
|                    | L                  | Partido Popular Liberal                            | Liberalismo             | Centroderecha   | Simona Mohamsson        | Simona Mohamsson        | 16/349         |

## Encuestas

Línea de tendencia de regresión local de los resultados de las encuestas desde el 11 de septiembre de 2022 hasta la actualidad.

### 2025/2026
| Encuesta                  | Fecha                   | Muestra | S                         | SD          | M    | V   | C   | KD  | MP  | L   | Otros | Diferencia |  |  |  |  |  |
| ------------------------- | ----------------------- | ------- | ------------------------- | ----------- | ---- | --- | --- | --- | --- | --- | ----- | ---------- |  |  |  |  |  |
| Encuesta                  | Fecha                   | Muestra | Elecciones generales 2026 | 13 Sep 2026 | -    |     |     |     |     |     | Otros | Diferencia |  |  |  |  |  |
| Indikator Opinion         | 4 –24 Jun 2025          | 1,847   | 36.7                      | 19.0        | 18.2 | 7.3 | 5.3 | 3.8 | 5.3 | 2.8 | 1.6   | 17.7       |  |  |  |  |  |
| Novus                     | 1–13 Jun 2025           | 1,904   | 35.3                      | 20.2        | 18.3 | 7.4 | 5.4 | 3.8 | 5.5 | 2.1 | 2.0   | 15.1       |  |  |  |  |  |
| Verian                    | 26 May–8 Jun 2025       | 3,231   | 34.7                      | 19.3        | 18.6 | 7.6 | 5.9 | 3.7 | 5.1 | 2.4 | 2.7   | 15.4       |  |  |  |  |  |
| Demoskop                  | 12–26 May 2025          | 2,581   | 34.7                      | 19.6        | 17.9 | 6.9 | 5.7 | 4.3 | 5.7 | 2.0 | 3.2   | 15.1       |  |  |  |  |  |
| Novus                     | 5–18 May 2025           | 2,016   | 34.5                      | 20.4        | 18.5 | 7.5 | 6.5 | 2.9 | 5.0 | 2.6 | 2.1   | 14.1       |  |  |  |  |  |
| Indikator Opinion         | 11–28 Abr 2025          | 2,840   | 35.4                      | 18.2        | 21.1 | 7.6 | 4.1 | 3.0 | 5.7 | 2.8 | 2.1   | 14.3       |  |  |  |  |  |
| Ipsos                     | 8–21 Abr 2025           | 1,653   | 37.0                      | 19.0        | 19.0 | 8.0 | 5.0 | 3.0 | 6.0 | 2.0 | 1.0   | 18.0       |  |  |  |  |  |
| Verian                    | 24 Mar–6 Abr 2025       | 3,231   | 35.5                      | 18.7        | 20.3 | 7.7 | 3.6 | 3.4 | 5.9 | 3.6 | 1.3   | 15.2       |  |  |  |  |  |
| Novus                     | 4–16 Mar 2025           | 2,343   | 34.6                      | 19.4        | 20.3 | 8.6 | 4.3 | 3.2 | 5.3 | 2.6 | 1.7   | 14.3       |  |  |  |  |  |
| Verian                    | 24 Feb–9 Mar 2025       | 3,226   | 34.2                      | 19.2        | 19.2 | 7.6 | 4.2 | 4.4 | 6.2 | 2.8 | 2.2   | 15.0       |  |  |  |  |  |
| Demoskop                  | 9–24 Feb 2025           | 2,454   | 32.8                      | 19.2        | 19.7 | 8.0 | 5.1 | 4.0 | 6.6 | 2.8 | 1.8   | 13.1       |  |  |  |  |  |
| Novus                     | 10–21 Feb 2025          | 2,097   | 35.4                      | 20.5        | 19.4 | 6.9 | 4.2 | 3.0 | 5.8 | 3.0 | 1.8   | 14.9       |  |  |  |  |  |
| Verian                    | 30 Dic 2024–12 Ene 2025 | 3,235   | 33.7                      | 20.3        | 19.3 | 7.2 | 4.6 | 4.0 | 6.1 | 2.9 | 1.9   | 13.4       |  |  |  |  |  |
| Indikator                 | 5 Dic 2024–6 Ene 2025   | 1,989   | 33.8                      | 21.6        | 18.6 | 7.1 | 4.8 | 3.2 | 6.2 | 3.4 | 1.3   | 12.2       |  |  |  |  |  |
| Elecciones generales 2022 | 11 Sep 2022             | -       | 30.3                      | 20.5        | 19.1 | 6.8 | 6.7 | 5.3 | 5.1 | 4.6 | 1.6   | 9.8        |  |  |  |  |  |